# 8537 Billochbull
8537 Billochbull (1993 FG24) là một tiểu hành tinh vành đai chính được phát hiện ngày 21 tháng 3 năm 1993 bởi C.-I. Lagerkvist ở Đài thiên văn Nam Âu.